# TAT-1
TAT-1 (Transatlantic No. 1) byl první telefonní podmořský kabel položený přes Atlantský oceán. Byl položen mezi zálivem Gallanach, poblíž města Oban, Skotsko a Clarenville, Newfoundland mezi lety 1955 a 1956. Slavnostně spuštěn byl 25. září 1956. Zpočátku nesl 36 telefonních kanálů, později zvyšovaných až na 70. Jeho provoz byl úspěšný a následovala instalace dalších kabelů TAT. Provoz TAT-1 byl ukončen roku 1978.

## Historie
První transatlantický telegrafní podmořský kabel byl položen v roce 1858 (viz Cyrus West Field). Fungoval pouze měsíc, ale byl nahrazen úspěšným spojením v roce 1866. Telefonní služba, založená na radiovém vysílání byla zahájena v roce 1927 a účtovala si 9£ (kolem 45$, přepočteno na hodnotu dolaru v roce 2010 přibližně 550$) za každé tři minuty a obsluhovala kolem 2000 hovorů ročně. Ačkoliv se o telefonním kabelu jednalo již v této době, nebyla jeho realizace efektivně možná až do technologických zlepšení a objevů ve čtyřicátých letech 20. století. 
Vynálezy, které učinily TAT-1 realizovatelným, byl koaxiální kabel, polyethylenová izolace (nahradila gutaperču), velmi spolehlivé elektronky pro podmořské opakovače a všeobecné zlepšení v přenosovém vybavení. Tranzistory nebyly použity, protože se jednalo o nový vynález s neznámou životností.
Dohoda o uskutečnění spojení byla zveřejněna generálním poštmistrem USA 1. prosince 1953. Projekt tvořil spojku mezi nejvyšším poštovním úřadem Velké Británie (General Post Office), společností AT&T, a kanadskou korporací pro zaoceánské telekomunikace (Overseas Telecommunications Corporation). Rozdělení nákladů a stejně tak pozdější přístup ke službě byl rozdělen podle následujícího schématu. 40% Velká Británie, 50% USA a 10% Kanada. Celkové náklady byly 120 milionů liber.

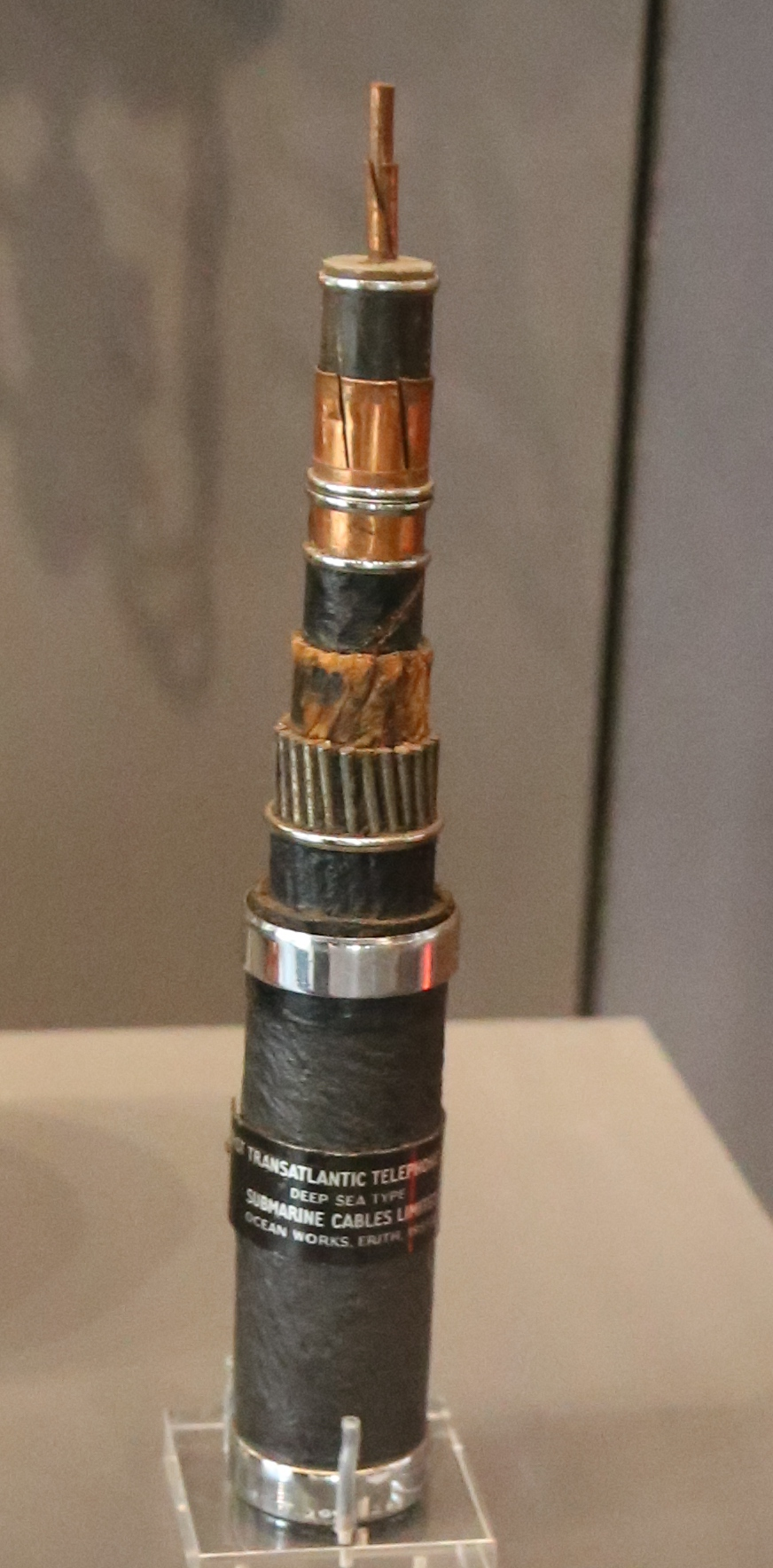
vzorek kabelu TAT-1 s odhalenými vrstvami

Položeny byly dva hlavní kabely, jeden pro každý směr. Každý kabel byl vyroben a položen ve třech sekcích. Dvě silně oplášťované v mělkých vodách u pobřeží a jedna centrální dlouhá 1 500 námořních mil (2 800 km). Elektronické opakovače vyvinuly Bellovy laboratoře a byly umístěny přímo do kabelu v intervalu 37 námořních mil (69 km). Celkově tedy 51 opakovačů v centrální části. Oplášťované kabely byly vyrobeny v jihovýchodní části Velkého Londýna ve čtvrti Erith. Továrnu vlastnila společnost Submarine Cables Ltd. (ve společném vlastnictví s Siemens Brothers & Company, Ltd, a The Telegraph Construction & Maintenance Company, Ltd).
Kabely byly položeny v průběhu léta roku 1955 a 1956, přičemž většinu práce obstarala kabelová loď Monarch. Na pobřeží v zálivu Gallanach, poblíž města Oban, Skotsko se kabel připojil ke koaxiální lince nesoucí 900 vnitrostátních a transatlantických spojů do mezinárodní ústředny v Londýně. Na druhé straně oceánu se kabel připojil ve městě Clarenville na východním pobřeží kanadského ostrova Newfoundland. Dál vedla linka jiným podmořským kabelem přes Cabotův průliv do Nového Skotska. Pak mikrovlnným rádiovým spojem za hranici USA. Ve městě Brunswick ve státě Maine se linka napojila do hlavní sítě USA a taktéž byla směrována do Montrealu kde se napojila do kanadské sítě.
Prvně spuštěn provoz byl 25. září 1956. Během prvních 24 hodin proběhlo 588 hovorů Velké Británie-USA a 119 hovorů Velké Británie-Kanada. Kapacita kabelu byla brzy rozšířena na 48 kanálů.
Původních 36 kanálů mělo šířku pásma 4 kHz. Navýšení na 48 kanálu bylo dosaženo zúžením pásma na 3 kHz. Další navýšení přineslo koncem šedesátých let zavedení časové interpolace řeči a tím možnost využít kanály ve chvíli kdy nikdo nemluví. Některé hovory se potom rychle elektronicky přepínaly mezi volnými kanály a celé vedení bylo mnohem lépe využité, aniž by to telefonující zpozorovali.
TAT-1 rovněž obsluhoval tzv. horkou linku Moskva-Washington, která ovšem byla telegrafní (dálnopisná). Tato zabezpečená linka spojovala hlavy obou států. 
Po úspěchu TAT-1 byla položena celá řada transatlantických telefonních kabelů. TAT-1 byl odstaven v roce 1978.